# Richard Nový
Richard Nový (født 3. april 1937 i Prag) er en tjekkoslovakisk tidligere roer.

## Rokarriere
Nový deltog i OL 1960 som en del af den tjekkoslovakiske firer med styrmand, der nåede semifinalen. Han kom derpå med i otteren og var der til at vinde EM-bronze i 1963. Ved OL 1964 i Tokyo udgjorde han sammen med Jiří Lundák, Petr Čermák, Július Toček, Josef Věntus, Luděk Pojezný, Bohumil Janoušek, Jan Mrvík og styrmand Miroslav Koníček den tjekkoslovakiske otter. De vandt her deres indledende heat og var dermed kvalificeret til finalen. Her var det den tyske båd, der var hurtigst og fik guld, mens Canada fik sølv og Tjekkoslovakiet bronze.

## OL-medaljer
- 1964:  Bronze i otter